# Hyperafroneta
Hyperafroneta obscura es una especie de araña araneomorfa de la familia Linyphiidae. Es el único miembro del género monotípico Hyperafroneta.

## Distribución
Es un endemismo de Nueva Zelanda. 